# Lamprogaster excelsa
Lamprogaster excelsa är en tvåvingeart som beskrevs av Mcalpine 1973. Lamprogaster excelsa ingår i släktet Lamprogaster och familjen bredmunsflugor. Inga underarter finns listade i Catalogue of Life.